# Движение Арынгазы Абулгазиева
Движение Арынгазы Абулгазиева (каз. Арынғазы Абылғазыұлы қозғалысы) — процесс усиления ханской власти в большей части казахского Младшего жуза, проведение самостоятельной политики непризнанного Российской империей хана Арынгазы. Во многих источниках называется национально-освободительным движением против колониальной политики Российской империи. Укрепление ханской власти, народная поддержка, самостоятельная внешняя политика Арынгазы Абулгазиева привели к его аресту российскими властями.

## Цели
Главной целью движения было освобождение казахских земель от власти Хивы и укрепление института ханской власти. В апреле 1816 года султаны и родоправители Младшего жуза избрали Арынгазы своим ханом. Движение Арынгазы Абулгазиева ставило задачей создание сильного централизованного государства путём объединения казахских родов Младшего и Среднего жузов. В результате движения власть официального хана Ширгазы, утверждённого царским правительством, стала номинальной. Покровительствуя торговле с Бухарой, Арынгазы добился официального признания его ханом со стороны бухарского эмира. Переговоры с царским правительством по вопросу признания его ханом не дали результатов.

## Ход событий
Новоизбранный хан Арынгазы не противодействовал российским властям. Боролся с разбойниками, ужесточил наказания за преступления, реформировал систему законов. Но при этом начал нарастать конфликт с признанным Российской империей другим ханом Младшего жуза Ширгазы, который укрывал у себя совершивших преступления. Ширгазы, который был под защитой казаков, не только не выдал преступников, но и вместе с ними разграбил часть аулов. В 1817 году большая группа родов Байулы и Алимулы обратилась с просьбой признать Арынгазы единоличным правителем Младшего жуза. Благодаря борьбе хана Арынгазы с разбойниками в Оренбурге выросли объёмы торговли, и оренбургский губернатор П. К. Эссен взял Арынгазы под свою опеку. Он примирил его с Ширгазы, который был признан виновным и выплатил штраф. Арынгазы стал самым влиятельным человеком в Младшем жузе, его власть признавало абсолютное большинство казахов в жузе, включая объединение Жетыру, на которое опирался Ширгазы. В 1818 году П. К. Эссен назначил Арынгазы председателем ханского совета. В 1819 году главы родов снова просили российские власти о признании ханом Арынгазы. Но это решение принималось только императором и было отклонено несмотря на личную поддержку губернатора. За заслуги перед империей Арынгазы был награждён золотой медалью, украшенной алмазами. Но власти были недовольны конфликтом Арынгазы с Хивинским ханством, и его подданным, правителем присырдарьинского региона, Жангазы (Маненбаем), сыном Ширгазы. Арынгазы просил поддержки против хивинцев у Бухарского эмирата и российских властей. В 1821 году Арынгазы был вызван в Петербург. Отправившийся туда в надежде добиться утверждения себя ханом, Арынгазы был задержан и обвинён в обострении отношений с Хивой. В 1823 году он был сослан в Калугу. В докладах царю министр иностранных дел К. В. Нессельроде говорил, что столь незаурядный и чрезвычайно популярный в народе правитель представляет собой огромную потенциальную опасность для российских властей, которые собирались ликвидировать институт ханской власти в казахской степи.

## Последствия
После ареста Арынгазы казахские земли на Сырдарье попали под власть Хивы. На территории Младшего жуза вспыхнул вооруженный бунт илецких казахов под началом казахского батыра Жоламана Тленшиулы, сторонника Арынгазы.